# 유시마 텐만구

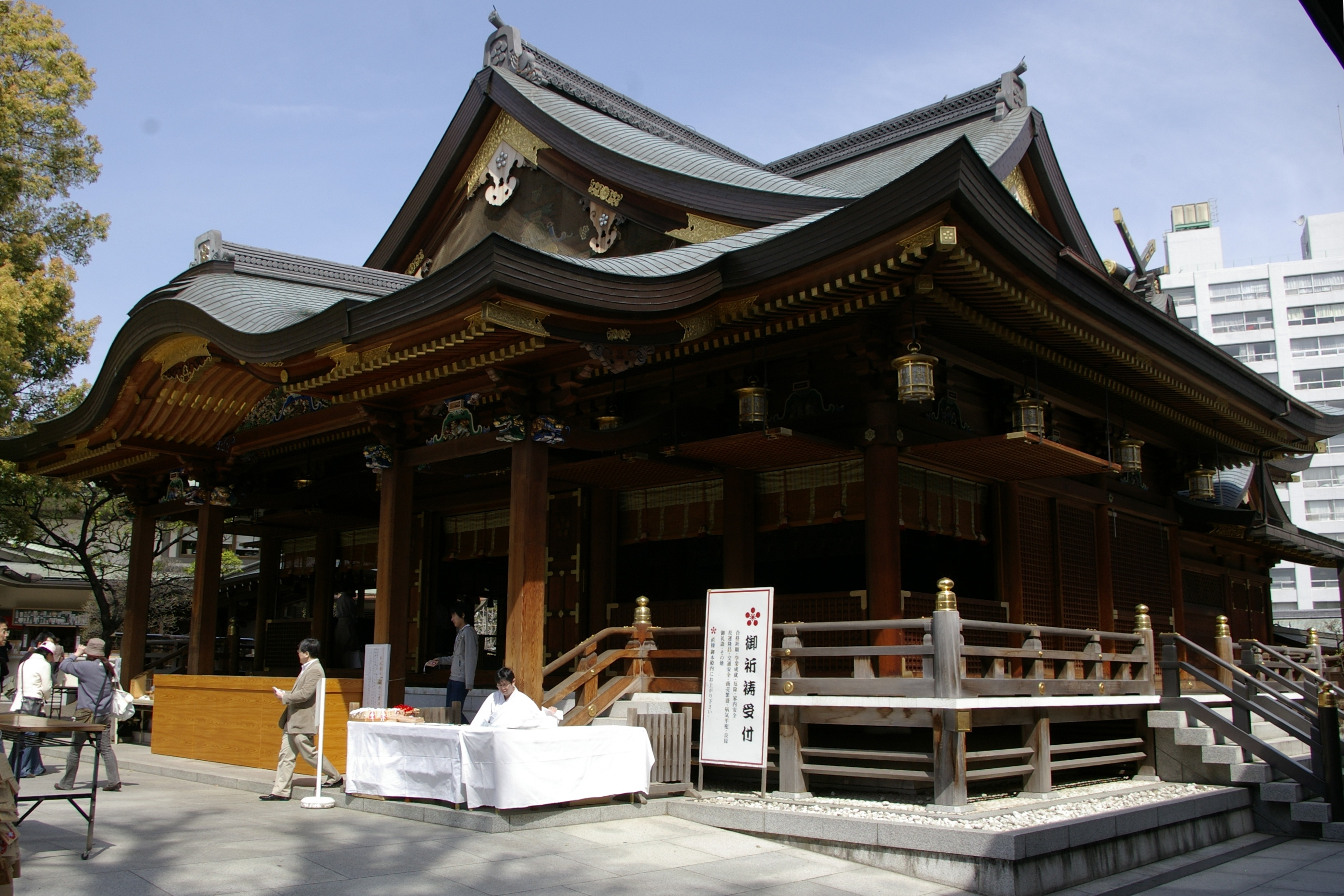

유시마 텐만구(일본어: 湯島天満宮 ゆしまてんまんぐう[*])는 일본 도쿄도 분쿄구 유시마에 있는 신사이다. 유시마텐진(일본어: 湯島天神 ゆしまてんじん[*])라고도 부른다.